# Campeonato de Wimbledon 1952
La edición 66.º del Campeonato de Wimbledon se celebró entre el 23 de junio y el 4 de julio de 1952 en las pistas del All England Lawn Tennis and Croquet Club de Wimbledon, Londres, Inglaterra.
El cuadro individual masculino lo iniciaron 128 jugadores mientras que el femenino lo iniciaron 96 tenistas.

## Hechos destacados
En la competición individual masculina se impuso el australiano Frank Sedgman logrando el único título que obtendría en el torneo al imponerse en la final al egipcio Jaroslav Drobný.
En la competición individual femenina la victoria fue para la estadounidense Maureen Connolly logrando el primer título que obtendría en Wimbledon al imponerse a la estadounidense Louise Brough.
El australiano Frank Sedgman ganó las 3 competiciones en las que participó: Individuales, Dobles masculinos y Dobles mixtos.

## Palmarés
| Seniors              | Vencedor                   | Resultado          | Finalista                       | Finalista |
| -------------------- | -------------------------- | ------------------ | ------------------------------- | --------- |
| Individual masculino | Frank Sedgman              | 4–6, 6–2, 6–3, 6–2 | Jaroslav Drobný                 |           |
| Individual femenino  | Maureen Connolly           | 6–4, 6–3           | Louise Brough                   |           |
| Dobles masculino     | Ken McGregor Frank Sedgman | 6–3, 7–5, 6–4      | Vic Seixas Eric Sturgess        |           |
| Dobles femenino      | Shirley Fry Doris Hart     | 8–6, 6–3           | Louise Brough Maureen Connolly  |           |
| Dobles mixto         | Doris Hart Frank Sedgman   | 4–6, 6–3, 6–4      | Thelma Coyne Long Enrique Morea |           |

## Cuadros Finales

### Torneo individual  femenino
| Predecesor: 1951                         | Campeonato de Wimbledon 1952 | Sucesor: 1953                                       |
| Predecesor: Torneo de Roland Garros 1952 | Grand Slam 1952              | Sucesor: Campeonato nacional de Estados Unidos 1952 |

- Datos: Q576785